# جوزيف فوتيل
جوزيف ليونارد فوتيل (بالإنجليزية: Joseph Leonard Votel)‏ (من مواليد 14 فبراير 1958) هو جنرال متقاعد في جيش الولايات المتحدة شغل منصب قائد القيادة المركزية الأمريكية من مارس 2016 إلى مارس 2019. كان قبل ذلك قائدا لقيادة العمليات الخاصة للولايات المتحدة.